# 愛した日
「愛した日」（あいしたひ）は、aikoの配信限定シングル。2019年3月8日に各音楽配信サイトで配信が開始された。

## 解説
アルバム『湿った夏の始まり』以来約9か月ぶりの新曲で、2019年1月11日から放送されたテレビ朝日系金曜ナイトドラマ『私のおじさん〜WATAOJI〜』主題歌。
aikoは楽曲とタイアップについて、「出来上がった曲は何曲か候補があったのですが、これだ!と思う曲をプロデューサーさんと監督さんに聴いていただきました。そしたらとても嬉しい感想を頂けたので本当に嬉しかったです」と話している。
配信から3か月後の2019年6月5日発売のシングル・コレクション『aikoの詩。』には収録されず、配信から約1年後の2020年2月26日発売の39枚目のシングル「青空」にカップリング曲として収録されており、これがCD初収録となる。
2019年はベスト・アルバムや映像作品の発売はあったが、この年発表した単独名義の新曲としては唯一の楽曲となっている。なおこの曲以外にはRadio Darlings名義（ACCESSキャンペーン）の「メロンソーダ」がある。

## 収録曲
| #         | タイトル                                                                | 作詞・作曲 | 時間 |
| --------- | ----------------------------------------------------------------------- | ---------- | ---- |
| 1.        | 「愛した日」(テレビ朝日系テレビドラマ『私のおじさん〜WATAOJI〜』主題歌) | AIKO       | 4:37 |
| 合計時間: | 合計時間:                                                               | 合計時間:  | 4:37 |